# Anatoli Serep
Anatoli Trofímovich Serep (cirílico chuvasio y ruso: Анатолий Трофимович Сереп, Bolshiye Toktashi, 1920-2003) era un escritor chuvasio.
Estudió pedagogía en Kalinino y ejerció como maestro en Varmankassy. Lo eligieron miembro de la Asociación de Escritores Chuvasios en 1990. 

## Obras
- «Уйăх юрри»
- «Асамат»
- «Аттесем çук чухне»